# Луиш Густаву
Луиш Густаву Ледиш Эвангелишта душ Сантуш (порт. Luís Gustavo Ledes Evangelista dos Santos; род. 28 сентября 1992 года в Браге) — португальский футболист, полузащитник клуба «АЕК Ларнака».

## Клубная карьера
Луиш с 2006 по 2011 год занимался в знаменитой академии «Барселона». В 2011 году он был переведён во вторую команду, где провёл два сезона. Свой первый сезон в «Барселоне B» Луиш проводил в основном на скамейке запасных. Во втором сезоне он появлялся на поле гораздо чаще, однако по его окончании покинул клуб. Новой командой Луиша стал «Риу Аве». Его дебют в высшей португальской лиге состоялся 25 августа 2013 года в матче против «Витории Сетубал».

## Карьера в сборной
Луиш выступал за различные юношеские и молодёжные сборные Португалии, но особых успехов там не добился.

## Личная жизнь
Луиш — сын бразильского футболиста Сантуша, известного по своим выступлениям за португальскую «Брагу».